# Dynamit Nobel
Dynamit Nobel AG fue una empresa química y armamentística alemana, cuya sede se encontraba en Troisdorf, en el estado federado de Renania del Norte-Westfalia. En 2004, la empresa fue desmantelada y vendida por su casa madre MG technologies (actual GEA Group AG). La mayor parte de la antigua empresa Dynamit Nobel ha sido retomada por la estadounidense Rockwood Inc. Según el último estado de situación patrimonial de 2003, la compañía registró ingresos por 2,5 millardos de euros y empleó aproximadamente a 13.000 personas. Desde el 1 de enero de 2003 hasta la venta de la empresa el 31 de julio de 2004, esta fue dirigida por Jürg Oleas, bajo el cargo de director general y presidente, función que ocupaba simultáneamente en MG technologies.